# Mélanie Angélie
 (mars 2019).
Mélanie Zoé Angélie Harbaoui, de son nom complet, connue simplement sous le nom (les prénoms) de Mélanie (Zoé) Angélie, est une actrice, animatrice de radio et de télévision française née le 30 septembre 1972 à Paris. Dans les années 1990, elle a joué dans des sitcoms : Les Années fac, Studio Sud, Les Vacances de l'amour, Blague à part…

## Biographie

### Animation
En 1995, elle presente MISSION GALAXIA dans SAM DI MAT sur France 2.
En 1997, elle anime l'émission pour la jeunesse La Planète de Donkey Kong.
En 2001, elle coanime l'émission estivale C'est toujours l'été aux côtés de Marie-Ange Nardi et de son frère, Mehdi Harbaoui.
Elle a animé durant deux saisons, de 2002 à 2004, une émission de radio libre sur Fun Radio aux côtés de Max.
Pendant la deuxième année, elle présentait également Essaye encore! de Canal+ avec Nicolas Deuil.
En 2004, lors de la dernière saison d'Allo quiz sur TF1, elle co-présente l'émission avec Bruno Roblès en remplacement de Sophie Coste.
Durant la saison 2005-2006, elle coanime l'émission Les Enfants de la Télé sur TF1 avec Arthur.
En 2006, elle anime l'émission Total in love sur NRJ 12.
Depuis le 24 août 2009, elle coanime chaque jour l'émission Camille Combal et son orchestre sur Virgin Radio en compagnie de Camille Combal[réf. nécessaire].
Le 24 mars 2011, elle apparaît en tant que chroniqueuse dans l'émission Touche pas à mon poste ! sur France 4.
Depuis le 22 août 2011, elle coanime chaque soir l'émission Le Soir Show de Camille Combal sur Virgin Radio avec Camille Combal.
Depuis août 2012, elle est meneuse de jeu sur Europe 1. Elle officie le week-end de 12 h 30 à 18 h 30.
Entre 2013 et 2016, elle coanime la matinale de NRJ, Manu dans le 6/9, aux côtés de Manu Levy.
Du 29 juin 2017 à juin 2022, elle coanime la matinale de Virgin Radio, le Virgin Tonic, aux côtés de Camille Combal puis de Manu Payet.

## Télévision
- 1994 : La Valse de l'étoile filante
- 1995 : Sam'di mat' (émission TV) : Présentatrice
- 1995 : Les Années fac (série télévisée) : Blanche
- 1996 : La Planète de Donkey Kong (émission TV) : Présentatrice
- 1997 : Opération Bugs Bunny (TV) : Une lutine
- 1998 : Les Vacances de l'amour (série télévisée) : Nathalie
- 1999 : Blague à part (série télévisée) : Une hôtesse de l'air[2]
- 2000-2001 : Mes pires potes (série télévisée) : Une copine de Miloud
- 2001 : C'est toujours l'été (émission TV) : Présentatrice
- 2002 : Essaye encore ! (émission TV) : Présentatrice